# 達梭水星
達梭水星是法国製的雙引擎噴射客機，於1967年設計，1971年首航，1995年退役。

## 設計和開發
1967年，於法國政府支持下，達梭決定提出一個設計以與波音737競爭。其目標為此市場的高端部分－－相較於當時生產中的波音737只有100座的737-100和115座的737-200，達梭將提出140座的噴射客機。從這架客機達梭可以在民航市場展示先前開發了許多種噴射戰鬥機所得到的知識，包括高速和低速空氣動力學升力。 
達梭公司的創始人和老闆，馬塞爾·達索（Marcel Dassault），決定命名飛機為「水星」（「水星」在法語裏也可以指羅馬神話裏的眾神信使墨丘利）。馬塞爾·達索說：「我想以神話中神祇的名字為這架飛機命名，只能找到一個神祇的頭盔和腳有翅膀，所以名為Mercure。」設計時使用了當時極為現代化的電腦。雖然體積比波音737大，但水星客機的速度卻較快。1969年6月在布爾歇機場的巴黎航展展示了全尺寸模型。1971年4月4日，原型機水星01在達梭的波爾多的工廠推出。其動力來自由兩個普惠JT8D-11（推力6800公斤）。初次飛行是1971年5月28日，於梅里尼亞克進行。第二架原型機裝置兩個普惠JT8D -15（也是後繼的同型機所使用的發動機），在1972年9月7日進行初次飛行。1973年7月19日，生產型首次飛行。1974年2月12日，水星客機得到了型號認證，1974年9月30日得到第IIIA類方法全天候自動著陸（最低能見度為500英尺，最低高度50英尺）的認證。水星100客機還是第一架在飛行中全由女性飛行員駕駛的民航機。
達梭試圖吸引各大航空公司和若干區域航空公司以水星100客機替代道格拉斯DC-9。除了法國內陸航空以外，有些航空公司有點興趣，但沒有下訂單。這有多種原因，例如在1970年代美元貶值和石油危機，但主要是因為水星客機的航程太短，在最大有效酬載下飛機的續航力只有1700公里，祇能夠飛歐洲的國內線。因此水星100客機無法取得國外訂單。總共只售出10架，並將一架原型機進行翻新，賣給了法國內陸航空；這是商業客機史上最糟糕的失敗銷售。
達梭要求他的工程師開發了新版本的水星客機—水星200C客機。這架飛機與法航合作研究，目標為運載140名乘客，航程2200公里。美國一些主要的航空公司對此計劃有些興趣。然而該項目設計費用也很高。假如原來的水星客機的燃料量較大或是設計較堅固以便裝上更多油箱，這個計畫可能就會比較簡單。
在1973年達梭與法國政府簽訂合同以資助這一計劃。達梭將得到法國政府2億法郎的貸款，將在交付第201架飛機以後償還。但是法航希望使用普惠JT8D-117發動機，雖較寧靜，但體積較JT8D-15大。達梭需要法國政府額外的貸款8000萬法郎以因應法航的要求。法國政府答覆達梭應由達梭公司負責水星200C客機開發費用的一半，但在水星100客機的商業失敗以後，達梭公司已經負擔不起了。之後水星200C客機的發展便遭取消。
後來，為了回應法國民航總局的要求，達梭為水星客機配備了通用電氣和斯奈克瑪發展的新引擎（CFM-56) ，這個版本被稱為「水星200」。 在1975年與道格拉斯和洛克希德公司接觸，由此二公司在美國製造和銷售的水星200客機，並在法國由國立航太工業集團（今天的法國航太）製造。但馬塞爾·達索關心的是CFM-56還沒有任何訂單，而且可能在水星200客機能生產前就停產了。與此同時道格拉斯推出DC-9的加長版與水星客機直接競爭訂單。因此與道格拉斯的談判理所當然地結束了。達梭接著與通用電氣（其在軍用噴射機市場的主要競爭對手）接觸，但沒有任何結果。

## 飛航歷史

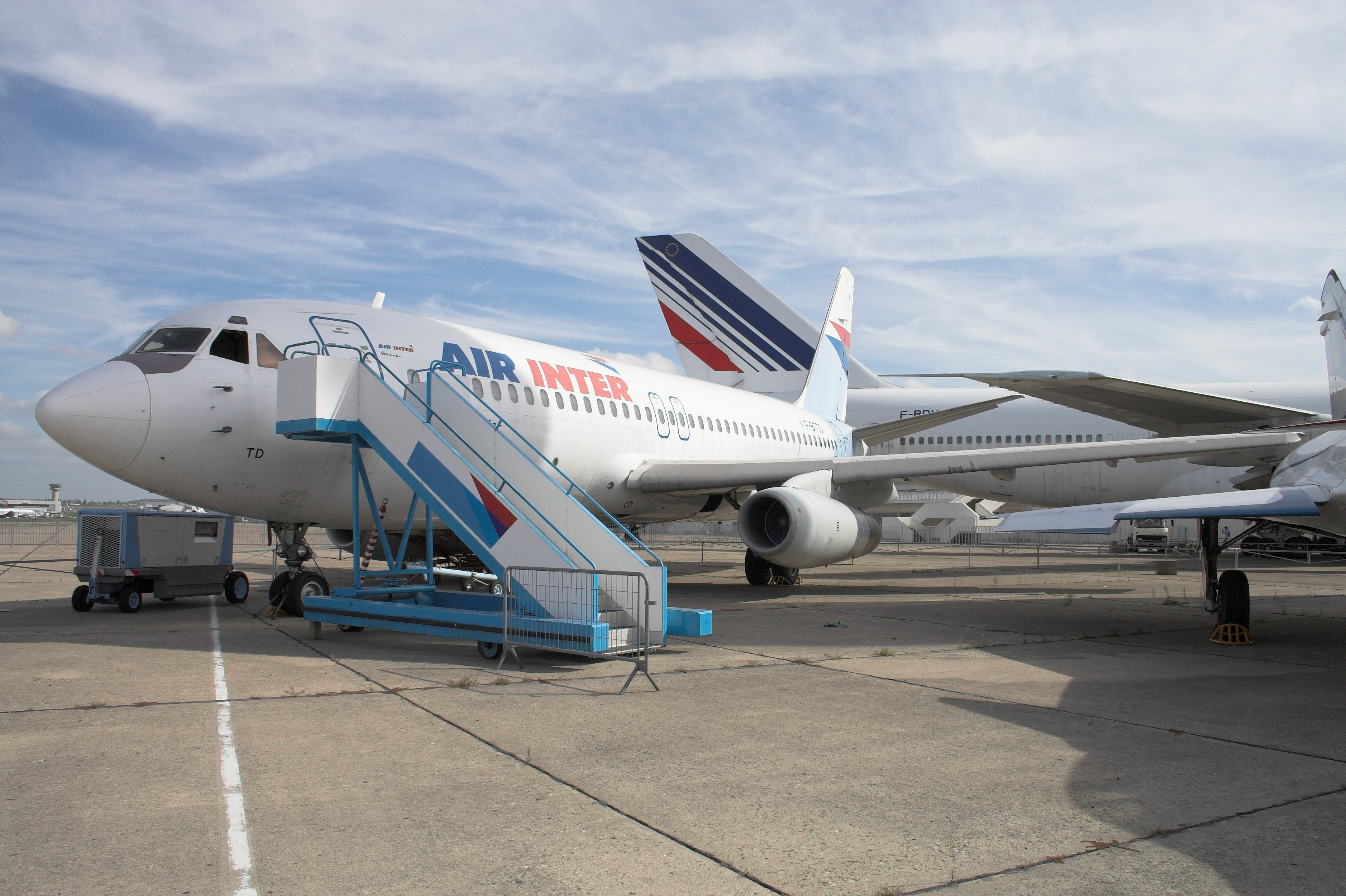
在巴黎Le Bourget機場一博物館內展示的水星客機

達索原計劃將在1979年年底交付第300架飛機，預計在第125-150架交付後損益平衡。達梭為水星客機計畫建立了四座工廠：馬爾蒂尼亞（接近波爾多）、普瓦捷、塞克蘭（靠近里爾）和伊斯特爾 。1972年1月30日法國內陸航空訂購10架水星客機，需在1973年10月30日到1975年12月13日之間交機。但由於缺乏其他訂單，生產線在1975年12月15日關閉。總共只生產了2架原型機和10架生產型機。其中一架原型機（編號02），最後被翻新由法國內陸航空購買加入到其機隊。 
1995年4月29日最後兩架服役中的水星客機進行了最後的商業飛行。所有的水星客機現在都已經退役了，但卻在歷史上留下了濃墨重彩的一筆：36萬飛行小時，執行了44萬次航班飛行，運載了4400萬人次，無事故，服務可靠性為98％。

## 使用的航空公司
法國
- 法國內陸航空
- 私立高等航空工業學院（法语：Ecole Supérieure des Métiers de l'Aéronautique）（使用了第五台生產，註冊編號為F-BTTE的水星客機保存在地面作教學用途）

## 性能諸元
- 飛行員數量：3（機長、副機長及飛航工程師）
- 最高載客量：150人
- 長度：34.84米（114呎3吋）
- 翼展：30.55米（100呎3吋）
- 高度：11.35米（37呎4吋）
- 機翼面積：116平方米（1,248平方呎）
- 空重：31,800公斤（69,960磅）
- 最大起飛重量：56,500公斤（124,300磅）
- 發動機型號：2台普惠JT8D-15噴射發動機
  - 最大推力：15,500磅（68.9千牛）
- 標準巡行速度：每小時870公里（540英里，470海里）
- 最高巡行速度：每小時925公里（578英里，499海里）
- 最大續航距離：1,756公里（1,100英里，920海里）
- 實用升限：12,000米（39,000呎）
- 爬升率：每秒16.7米（3,300呎）
- 起飛所需跑道長度：2,750米（9,000呎）
- 著陸所需跑道長度：1,650米（5,400呎）